# R. J. Hampton
Roderick Deon "R. J." Hampton Jr. (Dallas, Texas; 7 de febrero de 2001) es un baloncestista estadounidense que actualmente se encuentra sin equipo. Con 1,93 metros de estatura, ocupa la posición de base.

## Trayectoria deportiva

### Instituto
Hampton desarrolló toda su carrera de instituto en el  Little Elm High School en Little Elm, Texas. Como estudiante de primer año, promedió 23,6 puntos, 7,2 rebotes, 4,2 asistencias y 3,5 robos por partido, lo que llevó a Little Elm a un récord de 29-5 y al título del Distrito 14-5A. Fue incluido en el mejor quinteto freshman del país, y fue elegido debutante del año por la Asociación de Entrenadores de Baloncesto de Texas.
Sus números siguieron creciendo, y así en su temporada júnior promedió 32 puntos, 9,7 rebotes, 6,4 asistencias y 3,9 robos por partido. El 15 de mayo de 2019 fue elegido Jugador del Año del estado de Texas, el primer jugador no-senior en lograrlo desde que lo hiciera Justise Winslow en 2013. El 30 de abril, Hampton se reclasificó a la clase de 2019, renunció a su último año y se graduó de la escuela secundaria después de aproximadamente tres semanas de clases en línea.

### Profesional

#### NBL
Tras renunciar a la universidad, el 28 de mayo de 2019 firmó su primer contrato profesional con los New Zealand Breakers de la NBL Australia. Afirmó que se saltó el baloncesto universitario porque quería "vivir como un profesional y jugar con hombres adultos y no tener que hacer malabares con los libros y el baloncesto". Rompió su contrato con los Breakers el 4 de febrero de 2020 para regresar a Estados Unidos y prepararse para el draft de la NBA de 2020. A lo largo de 15 partidos en la NBL, Hampton promedió 8,8 puntos, 3,9 rebotes y 2,4 asistencias, anotando un 40,7% de tiros de campo.

#### NBA y G-League
Fue elegido en la vigésimo cuarta posición del Draft de la NBA de 2020 por los Milwaukee Bucks, quienes automáticamente lo traspasaron a los Denver Nuggets.
Durante su primer año en Denver, el 25 de marzo de 2021, es traspasado a Orlando Magic junto a Gary Harris a cambio de Aaron Gordon.
El 21 de febrero de 2023 es cortado por los Magic, y al día siguiente firma con Detroit Pistons hasta final de temporada.
El 27 de septiembre de 2023, firma un contrato dual con Miami Heat. Fue despedido el 9 de febrero de 2024.
El 14 de febrero de 2024 fue adquirid0 por los Capital City Go-Go después de un intercambio con Sioux Falls Skyforce, y el 3 de marzo firmó un contrato de 10 días con los Washington Wizards, pero no llegó a jugar para ellos. El 13 de marzo se reincorporó a Capital City, hasta final de temporada.

## Selección nacional
Hampton representó a su país en el Campeonato FIBA Américas Sub-16 de 2017 y el Campeonato Mundial de Baloncesto Sub-17 de 2018, siendo campeón en ambos torneos.

## Estadísticas de su carrera en la NBA

### Temporada regular
| Año     | Equipo  | PJ  | PT | MPP  | %TC  | %3P  | %TL  | RPP | APP | ROB | TPP | PPP  |
| ------- | ------- | --- | -- | ---- | ---- | ---- | ---- | --- | --- | --- | --- | ---- |
| 2020-21 | Denver  | 25  | 0  | 9.3  | .417 | .278 | .750 | 2.0 | .6  | .2  | .1  | 2.6  |
| 2020-21 | Orlando | 26  | 1  | 25.2 | .439 | .319 | .657 | 5.0 | 2.8 | .6  | .3  | 11.2 |
| 2021-22 | Orlando | 64  | 14 | 21.9 | .383 | .350 | .641 | 3.0 | 2.5 | .7  | .2  | 7.6  |
| 2022-23 | Orlando | 26  | 0  | 13.9 | .439 | .340 | .838 | 1.5 | 1.3 | .6  | .2  | 5.7  |
| 2022-23 | Detroit | 21  | 3  | 18.5 | .423 | .365 | .667 | 2.3 | 1.0 | .5  | .2  | 7.3  |
| 2023-24 | Miami   | 8   | 2  | 9.5  | .286 | .125 | .500 | .8  | 1.0 | .0  | .0  | 1.3  |
| Total   | Total   | 170 | 20 | 18.3 | .408 | .338 | .679 | 2.7 | 1.8 | .5  | .2  | 6.8  |

## Estadísticas en la NBL
| Año     | Equipo      | PJ | PT | MPP  | %TC  | %3P  | %TL  | RPP | APP | ROB | TPP | PPP |
| ------- | ----------- | -- | -- | ---- | ---- | ---- | ---- | --- | --- | --- | --- | --- |
| 2019–20 | New Zealand | 15 | 12 | 20.6 | .407 | .295 | .679 | 3.9 | 2.4 | 1.1 | .3  | 8.8 |